# Ацетат стронция
Ацета́т стро́нция (уксуснокислый стронций) — Sr(СН3СОО)2, стронциевая соль уксусной кислоты.

## Физические свойства
Бесцветное кристаллическое вещество. Хорошо растворим в воде. Кристаллизуется с 4 молекулами воды, образуя кристаллогидрат состава Sr(CH3COO)2·4H2O, который при температуре выше 100 °C обезвоживается. В растворах уксусной кислоты различной концентрации кристаллизуются кристаллогидраты состава 2Sr(CH3COO)2·H2O, 5Sr(CH3COO)2·5CH3COOН2·9H2O, Sr(CH3COO)2·2CH3COOН2·2H2O.
При нагревании выше 400-450 °C безводный ацетат стронция разлагается до карбоната с выделением этана.

## Получение
Уксусная кислота реагирует с карбонатом стронция, образуя ацетат:
2CH3COOН + SrCO3 → Sr(CH3COO)2 + H2O + CO2
Аналогично можно использовать SrO и Sr(OH)2.

## Применение
Иногда применяется вместо нитрата стронция как компонент пиротехнических составов (окрашивает пламя в карминово-красный цвет).
Также используется в некоторых зубных пастах для блокировки каналов в дентине.